# Eurodryas merope
Eurodryas merope är en fjärilsart som beskrevs av De Prunn 1798. Eurodryas merope ingår i släktet Eurodryas och familjen praktfjärilar. Inga underarter finns listade i Catalogue of Life.